# أيلاني (بهي دهبكري)
أیلاني (بالفارسية: ایلانی) هي قرية تقع في إيران في قسم بهي دهبکري الريفي. يقدر عدد سكانها بـ 99 نسمة بحسب إحصاء 2016.